# پیر ورنیه (هنرپیشه)
پیِر وِرنیِه (فرانسوی: Pierre Vernier‎؛ ۲۵ مهٔ ۱۹۳۱ – ۹ اکتبر ۲۰۲۴) یک بازیگر اهل فرانسه بود.
از فیلم‌ها یا برنامه‌های تلویزیونی که وی در آنها نقش داشته‌است، می‌توان به آقای کلاین، تنها، بی‌نوایان و میشل استروگف اشاره کرد.
همچنین در سریال معروف میشل استروگف که در تلویزیون ایران پخش می‌شد، ایفاگر نقش خبرنگار فرانسوی داستان، آلسید ژولیوه بود.
وِرنیِه در ۹ اکتبر ۲۰۲۴، در ۹۳ سالگی درگذشت.